# Pedro Henrique de Orléans e Bragança
Pedro Henrique Afonso Filipe Maria Gastão (Boulogne Sur Seine, 13 de setembro de 1909 – Vassouras, 5 de julho de 1981) foi um descendente da família imperial brasileira e pretendente ao abolido trono do Brasil de 1921 até sua morte, em julho de 1981. Filho mais velho do príncipe Luís do Brasil e da princesa Maria Pia das Duas Sicílias, sucedeu sua avó, a Princesa Isabel, na chefia da Casa Imperial do Brasil em novembro de 1921, com apoio dos monarquistas e de seu tio, Pedro de Alcântara.
Nascido durante o exílio de sua família, na França, foi criado entre o Castelo d'Eu e o Palácio de Boulogne-sur-Seine, sendo educado primeiramente por sua avó, a Princesa Isabel, e por preceptores incumbidos em educá-lo como futuro imperador do Brasil.
Tendo o seu pedido de servir nas Forças Armadas Brasileiras negado, Pedro Henrique continuou na França, onde concluiu o curso de Ciências Políticas e Sociais na Universidade de Sorbonne. Em agosto de 1937 (governo do presidente Getúlio Vargas) casou-se com a princesa Maria Isabel da Baviera, neta do rei Luís III da Baviera, com quem teve doze filhos: Luiz, Eudes, Bertrand, Isabel Maria, Pedro de Alcântara, Fernando, Antônio, Eleonora, Francisco, Alberto, Maria Tereza e Maria Gabriela.
Apenas com o fim da Segunda Guerra Mundial, em 1945, Pedro Henrique, junto à esposa e filhos, se mudaram para o Brasil. Residiram inicialmente em Petrópolis, e mais tarde se mudaram para o Rio de Janeiro. No ano seguinte, a família adquiriu a Fazenda São José, no norte do Paraná, para onde se mudaram. Lá, que no final da década de 1950 (governo do presidente Juscelino Kubitschek), um grupo de militares de alto escalão o procurou, pedindo seu apoio para a restauração da Monarquia, por meio de um golpe de Estado, vindo ele a recusar a proposta, dizendo que jamais usaria de táticas republicanas para chegar ao poder.

## Infância e juventude
Pedro Henrique nasceu em 13 de setembro de 1909 no Palácio de Boulogne-sur-Seine, na França, onde sua família estava exilada desde a Proclamação da República, que aboliu a monarquia no Brasil em 1889. Era o primeiro filho do príncipe Luís de Orléans e Bragança e de sua esposa, a princesa Maria Pia das Duas Sicílias, que eram primos um do outro varias vezes. Seu pai era o segundo filho da princesa Isabel do Brasil e do príncipe Gastão de Orléans, Conde d'Eu, e a sua mãe a terceira filha do príncipe Afonso, Conde de Caserta e da princesa Maria Antonieta das Duas Sicílias. Pedro Henrique era ainda bisneto de dois monarcas: o imperador Pedro II do Brasil e o rei Fernando II das Duas Sicílias.
Dois dias após nascer, foi batizado na Capela do Palácio de Boulogne-sur-Seine, com água levada do Brasil, do Chafariz do Largo da Carioca, após ter sido registrado no Consulado Brasileiro. Os padrinhos foram a avó paterna e o avô materno. Como seu tio, Pedro de Alcântara, havia renunciado aos seus supostos direitos ao trono do Brasil em 1908, seu pai, Luís, tornou-se pretendente ao título de Príncipe Imperial do Brasil e, como seu primogênito, o jovem Pedro Henrique tornou-se pretendente ao título de Príncipe do Grão-Pará logo que nasceu.
Sofreu grandes perdas familiares ainda jovem: Perdera o pai, Luís, em 1920, a avó, Isabel, em 1921 e o avô, Gastão, em 1922. Em vista o falecimento do pai, herdou a pretensão ao título de Príncipe Imperial do Brasil. Pedro Henrique realizou uma viagem para o Brasil, junto da mãe e do avô, no ano de 1922, de modo a comparecer às comemorações do centenário da independência, à luz da revogação da Lei do Banimento. Esse foi, então, o primeiro contato do jovem herdeiro com o Brasil e os brasileiros, tendo sido apresentado ao Brasil pela mãe, dado o falecimento do avô Gastão a bordo do navio Massilia. Em terras brasileiras, Pedro e Maria foram recebidos por uma multidão no hotel no qual se instalaram, o Hotel Glória; o povo tanto prestava homenagens pelo falecimento do Conde d'Eu, quanto aclamava aquele que futuramente poderia ocupar o vago trono brasileiro.
Sua educação e formação passaram a depender, a partir daquele momento, exclusivamente da mãe, Maria Pia. Segundo os relatos constatados nos documentos de memórias da irmã, Pia Maria, a mãe desejava que os três filhos fossem educados em casa. Para realizar esta formação, Dona Maria Pia procurou, dentre tutores e mestres, um preceptor que fosse capaz de fornecer a educação que o Chefe da Casa Imperial necessitava na sua transição da infância para a adolescência.
Pedro Henrique, assim como o pai e os parentes da Casa de Orléans, tentou a carreira militar, enviando um pedido às Forças Armadas Brasileiras aos 16 anos, em 1925. A República Brasileira indeferira seu pedido, negando-lhe a participação nas Forças Armadas nacionais, por temer a popularização da monarquia entre as tropas diante da presença dele. Tendo seu pedido negado, voltou a residir na Europa após breve estadia no Brasil, visando complementar sua formação com o curso superior. Ingressou na renomada e prestigiada Universidade de Sorbonne, em Paris. Por lá, cursou Ciências Políticas e Sociais, curso no qual se formara em meados da década de 1930.

## Casamento

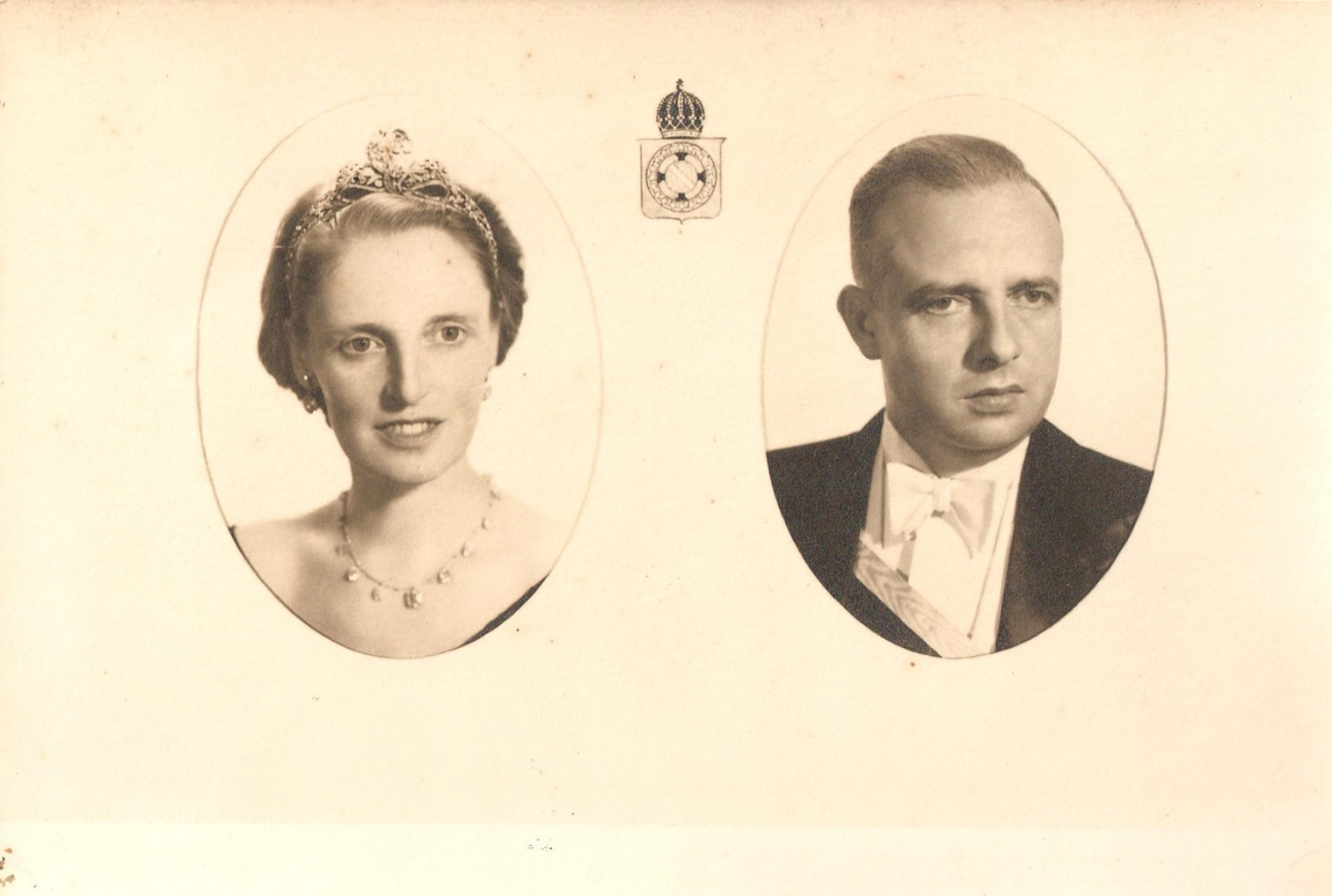
Dom Pedro Henrique com sua esposa, Dona Maria Isabel

Consolidada a sua educação, seria o momento para encontrar uma pretendente. Após ser apresentado a princesa Maria Isabel da Baviera, por seu tio Fernando, que era casado com uma das tias de Maria Isabel, os jovens logo ficaram  noivos. O casamento civil teve lugar em 17 de agosto, no Palácio Leutstetten, e o religioso em 19 de agosto de 1937, na Capela do Palácio de Nymphenbourg, em Munique. A noiva era a filha mais velha do príncipe Francisco da Baviera e da princesa Isabel de Croÿ, e neta de Luís III, último rei da Baviera. No casamento estiveram presentes vários representantes de casas reais europeias, entre eles: o rei Afonso XIII de Espanha, a Grã-Duquesa Carlota de Luxemburgo, o Czar Fernando I da Bulgária e a rainha Amélia de Portugal.
O casamento repercutira intensamente nos meios monárquicos de vários países europeus, sendo igualmente comemorado pelos monarquistas brasileiros. Em Recife, capital do Estado de Pernambuco, os monarquistas gozavam de grande influência cultural e social, e resolveram comemorar o casamento sugerindo que fosse dado o nome “Dom Pedro Henrique” a uma rua. O pedido foi recebido favoravelmente pelas autoridades municipais, de modo que, “usando das atribuições que lhe são conferidas por lei, o Sr. Prefeito desta Cidade resolveu, pelo Decreto nº 400, de 4 de novembro de 1937, denominar a rua recentemente aberta, transversal do lado esquerdo à Av. Visconde de Suassuna, no flanco da casa 747, de RUA DOM PEDRO HENRIQUE”. Ainda hoje, a rua permanece com esse nome.
O casal passara a viver na França, numa comuna francesa vizinha de Cannes, chamada Mandelieu, onde Pedro Henrique nascera e fora criado. Maria Isabel da Baviera, passou a adaptar-se à Pátria da qual agora fazia parte – Aprendeu o português, estudou a história do Brasil e procurou familiarizar-se com os costumes e tradições do povo brasileiro. O casal vivera na Europa até o término da Segunda Guerra, impedidos de se realocarem para o Brasil em virtude dos desdobramentos do conflito em 1945. O casal teve doze filhos.

## Mudança para o Brasil
Pedro Henrique regressara ao Brasil junto da família em 1945, alojando-se inicialmente no Palácio do Grão-Pará, em Petrópolis, Rio de Janeiro, até que em 1951 fixou-se no interior do Paraná, onde adquiriu uma fazenda em Jacarezinho, a Fazenda Santa Maria, onde dedicou-se à criação dos filhos.
Em 1965, retornou ao estado do Rio de Janeiro, junto de parte da família, e passara a viver em Vassouras. Durante sua estadia em Vassouras, dedicou-se a outras atividades como a leitura e a pintura de aquarelas. Pedro Henrique residiu no chamado Sítio Santa Maria, até o final de sua vida.

## Convite ao trono
Em fevereiro de 1956, durante a Revolta de Jacareacanga, rebelião de militares da Aeronáutica contrários à posse de Juscelino Kubitschek, um grupo de militares de alto escalão, foram até a Fazenda São José em Jacarezinho, residência de Pedro Henrique, para oferecer a restauração da monarquia, por meio de um golpe de estado. Sem hesitar, Pedro Henrique respondeu: "Não utilizarei de artimanhas republicanas para retornar ao poder. A Monarquia só volta pela vontade popular, pois, só assim, será legítima."

## Morte

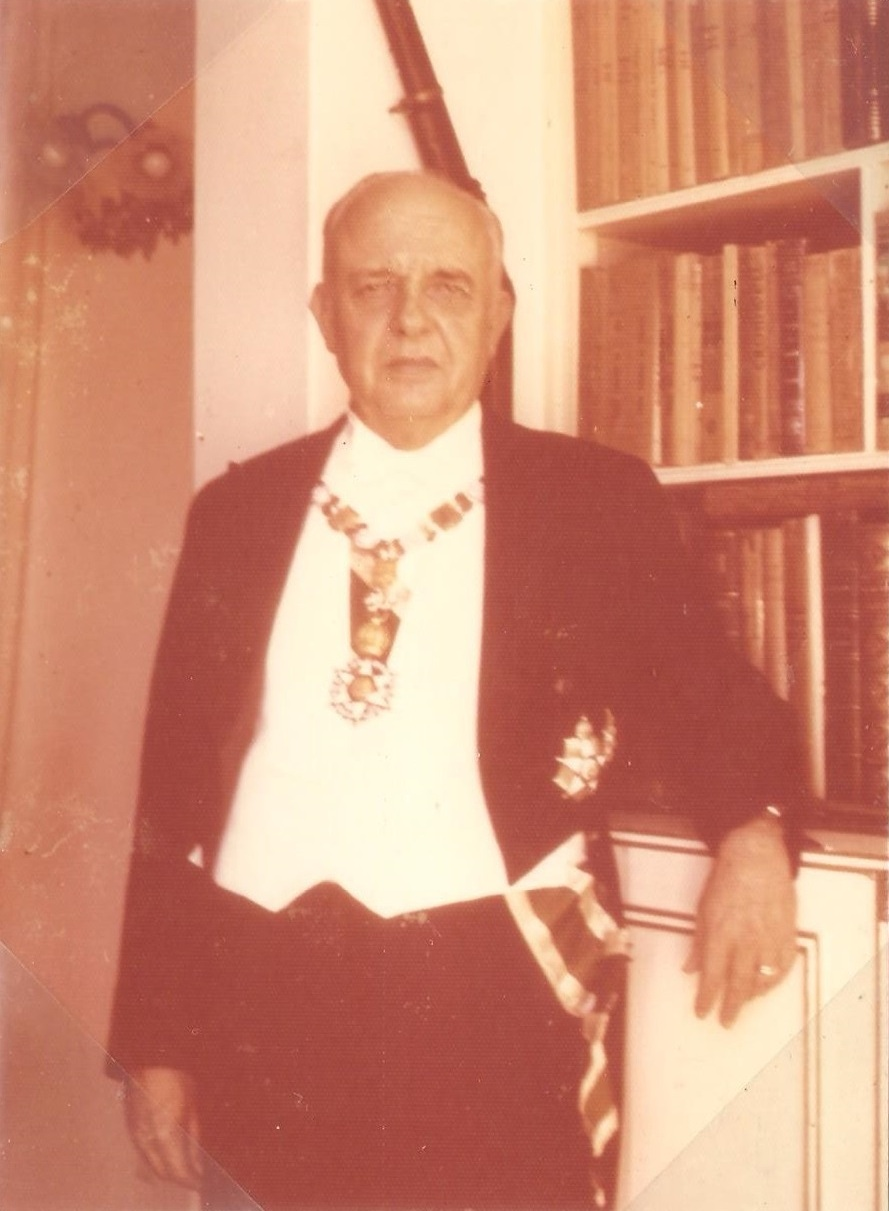
Dom Pedro Henrique no final de sua vida

Na virada para a década de 1980, a saúde de Pedro Henrique declinara bastante. Chegando aos 70 anos, sofria de problemas respiratórios crescentes, semelhantes aos que outrora atingiram seu avô, o Conde d'Eu, décadas antes. Em fins de junho de 1981, recuperava-se bem de uma crise de hepatite, quando, de repente, fora acometido por uma infecção pulmonar, tendo sido internado no Hospital Eufrásia Teixeira Leite. A despeito de ter aparentado reagir bem sob efeito de antibióticos, o Chefe da Casa Imperial seria subitamente vitimado por uma crise aguda de enfisema pulmonar, à qual não resistira, falecendo no dia 5 de julho de 1981, aos 71 anos de idade.
Na ocasião do velório, realizado em Vassouras, seu caixão foi coberto com a bandeira imperial. A notícia de que havia falecido o Chefe da Casa Imperial do Brasil comoveu o público, inclusive os que desconheciam sua pessoa. O prefeito do município, Pedro Ivo da Costa, decretara luto oficial de 3 dias em homenagem ao legado que Pedro Henrique representava para o Brasil. Na sequência de sua missa fúnebre, foi sepultado no Jazigo da Família Imperial, no Cemitério da Irmandade de Nossa Senhora da Conceição. O outrora presidente da República, o General João Baptista Figueiredo, escrevera uma carta de pesar para sua viúva.
Seu filho mais velho, Luiz, que assumiu a Chefia da Casa Imperial à luz da morte do pai, relatara que, pouco antes de sua morte, Pedro Henrique teria dito aos filhos mais velhos: "Meus filhos, saibam aproveitar a única coisa que eu poderia lhes deixar para o futuro, porque bens materiais eu não tenho [...] Mas eu tenho algo que vale incomparavelmente mais do que os bens materiais, e isso eu posso lhes deixar, que é, em primeiro lugar, a fé católica, em segundo lugar, uma boa educação, e em terceiro lugar, a consciência de uma missão histórica a ser realizada pelo bem deste grande País. Preparem-se, pois, um dia, o Brasil os chamará".

## Honras
- Bailio Grã-Cruz de Honra e Devoção da Ordem Soberana e Militar Hospitalária de São João de Jerusalém, de Rodes e de Malta ( Ordem de Malta);[25]
- Grã-Cruz da Ordem Equestre do Santo Sepulcro de Jerusalém ( Santa Sé);[25]
- Grã-Cruz da Sagrada e Militar Ordem Constantiniana de São Jorge (Casa Real das Duas Sicílias).[26]

## Descendência
Pedro Henrique e a princesa Maria Isabel da Baviera tiveram doze filhos, dos quais, sete renunciaram a seus supostos direitos sobre o trono do Brasil, optando por casamentos com civis ou membros de baixas nobrezas:
- Pedro Henrique de Orléans e Bragança
  - Luiz Gastão de Orléans e Bragança (Mandelieu, 6 de junho de 1938 – São Paulo, 15 de julho de 2022, aos 84 anos)[nota 1]
  - Eudes Maria Rainer Pedro José (Mandelieu, 8 de junho de 1939 – Rio de Janeiro, 13 de agosto de 2020, aos 81 anos)[nota 2]
    - Luiz Philippe de Orléans e Bragança (Rio de Janeiro, 3 de abril de 1969)[nota 3]
    - 'Maria Luiza de Orléans e Bragança (Rio de Janeiro, 21 de junho de 1971)[nota 4]

  - Bertrand Maria José Pio Januário (Mandelieu, França, 2 de fevereiro de 1941)[nota 5]
  - Isabel Maria Josefa Henriqueta Francisca (La Bourbole, 4 de abril de 1944 – Rio de Janeiro, 5 de novembro de 2017, aos 73 anos)[42]
  - Pedro de Alcântara Henrique Maria José (Petrópolis, 1 de dezembro de 1945)[nota 6]
    - Maria Pia de Orléans e Bragança (Rio de Janeiro, 23 de agosto de 1975)[nota 7]
    - Maria Carolina de Orléans e Bragança (Rio de Janeiro, 19 de setembro de 1978)[nota 8]
    - Gabriel José de Orléans e Bragança (Rio de Janeiro, 1 de dezembro de 1980)[nota 9]
    - Maria de Fátima Isabel de Orléans e Bragança (Rio de Janeiro, 13 de maio de 1988[nota 10]
    - Maria Manuela de Orléans e Bragança (Rio de Janeiro, 26 de maio de 1989)[nota 11]

  - Fernando Diniz Maria José (Petrópolis, 2 de fevereiro de 1948)[nota 12]
    - Isabel Maria Eleonora de Orléans e Bragança (Rio de Janeiro, 30 de janeiro de 1978)[nota 13]
    - Maria da Glória Cristina de Orléans e Bragança (Rio de Janeiro, 11 de novembro de 1982)[nota 14]
    - Luiza Carolina Maria de Orléans e Bragança (Rio de Janeiro, 27 de outubro de 1984)[nota 15]

  - Antônio João Maria José Jorge (Rio de Janeiro, 24 de junho de 1950 – Rio de Janeiro 8 de novembro de 2024, aos 74 anos)[nota 16]
    - Pedro Luiz Maria José (Rio de Janeiro, 12 de janeiro de 1983 – Oceano Atlântico, 1 de junho de 2009)[nota 17]
    - Amélia Maria de Fátima Josefa Antônia (Bruxelas, 15 de março de 1984)[nota 18]
    - (1) Rafael Antônio Maria José Francisco (Rio de Janeiro, 24 de abril de 1986)[nota 19]
    - (2) Maria Gabriela Josefa Fernanda Yolanda (Rio de Janeiro, 8 de junho de 1989)[nota 20]

  - (3) Eleonora Maria Josefa Rosa Filipa (Jacarezinho, 20 de maio de 1953)[nota 21]
    - Alix Marie Isabelle Adelgonde Eléonore (Bruxelas, 3 de julho de 1984)[nota 22]
    - (4) Henri Antoine Gabriël Wauthier Marie Lamoral (Bruxelas, 1 de março de 1989), Príncipe Hereditário de Ligne[nota 23]

  - Francisco Maria José Rasso (Jacarezinho, 6 de abril de 1955)[nota 24]
    - Maria Elisabeth Josefa Angela (Rio de Janeiro, 1 de março de 1982)[nota 25]
    - Maria Thereza Christina Josefa Albertina (Rio de Janeiro, 31 de janeiro de 1984)[nota 26]
    - Maria Eleonora Josefa Antonia Christina (Rio de Janeiro, 31 de janeiro de 1984)[64]

  - Alberto Maria José João (Jundiaí do Sul, 23 de junho de 1957)[nota 27]
    - Pedro Alberto Maria José Francisco (Rio de Janeiro, 31 de maio de 1988)[nota 28]
    - Maria Beatriz Josefa Isabel Guilhermina (Rio de Janeiro, 27 de julho de 1990)[68]
    - Ana Thereza Maria Josefa Francisca (Rio de Janeiro, 24 de abril de 1995)[69]
    - Antonio Alberto Maria José Henrique (Rio de Janeiro, 28 de maio de 1997)[70]

  - Maria Thereza Adelgunda Luiza Josefa (Jundiaí do Sul, 14 de julho de 1959)[nota 29]
    - Johannes Pedro Michel Marie (Londres, 24 de abril de 1997).[72]
    - Maria Pia Gabriela (Bruxelas, 12 de julho de 2000).[73]

  - Maria Gabriela Dorothea Isabel Josefa (Jundiaí do Sul, 14 de julho de 1959)[nota 30]

## Genealogia
Na genealogía de Pedro Henrique inclui:
|  |                                              |  |  |  |  |  |  |  |  |  |  |  |  |  |  |  |
|  | 16. Luís Filipe I de França                  |  |  |  |  |  |  |  |  |  |  |  |  |  |  |  |
|  |                                              |  |  |  |  |  |  |  |  |  |  |  |  |  |  |  |
|  |                                              |  |  |  |  |  |  |  |  |  |  |  |  |  |  |  |
|  | 8. Luís, Duque de Némours                    |  |  |  |  |  |  |  |  |  |  |  |  |  |  |  |
|  |                                              |  |  |  |  |  |  |  |  |  |  |  |  |  |  |  |
|  |                                              |  |  |  |  |  |  |  |  |  |  |  |  |  |  |  |
|  | 17. Maria Amélia de Nápoles e Sicília        |  |  |  |  |  |  |  |  |  |  |  |  |  |  |  |
|  |                                              |  |  |  |  |  |  |  |  |  |  |  |  |  |  |  |
|  |                                              |  |  |  |  |  |  |  |  |  |  |  |  |  |  |  |
|  | 4. Gastão, Conde d'Eu                        |  |  |  |  |  |  |  |  |  |  |  |  |  |  |  |
|  |                                              |  |  |  |  |  |  |  |  |  |  |  |  |  |  |  |
|  |                                              |  |  |  |  |  |  |  |  |  |  |  |  |  |  |  |
|  | 18. Fernando de Saxe-Coburgo-Gota            |  |  |  |  |  |  |  |  |  |  |  |  |  |  |  |
|  |                                              |  |  |  |  |  |  |  |  |  |  |  |  |  |  |  |
|  |                                              |  |  |  |  |  |  |  |  |  |  |  |  |  |  |  |
|  | 9. Vitória de Saxe-Coburgo-Gotha             |  |  |  |  |  |  |  |  |  |  |  |  |  |  |  |
|  |                                              |  |  |  |  |  |  |  |  |  |  |  |  |  |  |  |
|  |                                              |  |  |  |  |  |  |  |  |  |  |  |  |  |  |  |
|  | 19. Maria Antônia de Koháry                  |  |  |  |  |  |  |  |  |  |  |  |  |  |  |  |
|  |                                              |  |  |  |  |  |  |  |  |  |  |  |  |  |  |  |
|  |                                              |  |  |  |  |  |  |  |  |  |  |  |  |  |  |  |
|  | 2. Luís do Brasil                            |  |  |  |  |  |  |  |  |  |  |  |  |  |  |  |
|  |                                              |  |  |  |  |  |  |  |  |  |  |  |  |  |  |  |
|  |                                              |  |  |  |  |  |  |  |  |  |  |  |  |  |  |  |
|  | 20. Pedro I do Brasil                        |  |  |  |  |  |  |  |  |  |  |  |  |  |  |  |
|  |                                              |  |  |  |  |  |  |  |  |  |  |  |  |  |  |  |
|  |                                              |  |  |  |  |  |  |  |  |  |  |  |  |  |  |  |
|  | 10. Pedro II do Brasil                       |  |  |  |  |  |  |  |  |  |  |  |  |  |  |  |
|  |                                              |  |  |  |  |  |  |  |  |  |  |  |  |  |  |  |
|  |                                              |  |  |  |  |  |  |  |  |  |  |  |  |  |  |  |
|  | 21. Maria Leopoldina da Áustria              |  |  |  |  |  |  |  |  |  |  |  |  |  |  |  |
|  |                                              |  |  |  |  |  |  |  |  |  |  |  |  |  |  |  |
|  |                                              |  |  |  |  |  |  |  |  |  |  |  |  |  |  |  |
|  | 5. Isabel, Princesa Imperial do Brasil       |  |  |  |  |  |  |  |  |  |  |  |  |  |  |  |
|  |                                              |  |  |  |  |  |  |  |  |  |  |  |  |  |  |  |
|  |                                              |  |  |  |  |  |  |  |  |  |  |  |  |  |  |  |
|  | 22. Francisco I das Duas Sicílias (=24, 28)  |  |  |  |  |  |  |  |  |  |  |  |  |  |  |  |
|  |                                              |  |  |  |  |  |  |  |  |  |  |  |  |  |  |  |
|  |                                              |  |  |  |  |  |  |  |  |  |  |  |  |  |  |  |
|  | 11. Teresa Cristina de Bourbon-Duas Sicílias |  |  |  |  |  |  |  |  |  |  |  |  |  |  |  |
|  |                                              |  |  |  |  |  |  |  |  |  |  |  |  |  |  |  |
|  |                                              |  |  |  |  |  |  |  |  |  |  |  |  |  |  |  |
|  | 23. Maria Isabel da Espanha (=25, 29)        |  |  |  |  |  |  |  |  |  |  |  |  |  |  |  |
|  |                                              |  |  |  |  |  |  |  |  |  |  |  |  |  |  |  |
|  |                                              |  |  |  |  |  |  |  |  |  |  |  |  |  |  |  |
|  | 1. Pedro Henrique de Orléans e Bragança      |  |  |  |  |  |  |  |  |  |  |  |  |  |  |  |
|  |                                              |  |  |  |  |  |  |  |  |  |  |  |  |  |  |  |
|  |                                              |  |  |  |  |  |  |  |  |  |  |  |  |  |  |  |
|  | 24. Francisco I das Duas Sicílias (=22, 28)  |  |  |  |  |  |  |  |  |  |  |  |  |  |  |  |
|  |                                              |  |  |  |  |  |  |  |  |  |  |  |  |  |  |  |
|  |                                              |  |  |  |  |  |  |  |  |  |  |  |  |  |  |  |
|  | 12. Fernando II das Duas Sicílias            |  |  |  |  |  |  |  |  |  |  |  |  |  |  |  |
|  |                                              |  |  |  |  |  |  |  |  |  |  |  |  |  |  |  |
|  |                                              |  |  |  |  |  |  |  |  |  |  |  |  |  |  |  |
|  | 25. Maria Isabel da Espanha (=23, 29)        |  |  |  |  |  |  |  |  |  |  |  |  |  |  |  |
|  |                                              |  |  |  |  |  |  |  |  |  |  |  |  |  |  |  |
|  |                                              |  |  |  |  |  |  |  |  |  |  |  |  |  |  |  |
|  | 6. Afonso, Conde de Caserta                  |  |  |  |  |  |  |  |  |  |  |  |  |  |  |  |
|  |                                              |  |  |  |  |  |  |  |  |  |  |  |  |  |  |  |
|  |                                              |  |  |  |  |  |  |  |  |  |  |  |  |  |  |  |
|  | 26. Carlos, Duque de Teschen                 |  |  |  |  |  |  |  |  |  |  |  |  |  |  |  |
|  |                                              |  |  |  |  |  |  |  |  |  |  |  |  |  |  |  |
|  |                                              |  |  |  |  |  |  |  |  |  |  |  |  |  |  |  |
|  | 13. Maria Teresa da Áustria                  |  |  |  |  |  |  |  |  |  |  |  |  |  |  |  |
|  |                                              |  |  |  |  |  |  |  |  |  |  |  |  |  |  |  |
|  |                                              |  |  |  |  |  |  |  |  |  |  |  |  |  |  |  |
|  | 27. Henriqueta de Nassau-Weilburgo           |  |  |  |  |  |  |  |  |  |  |  |  |  |  |  |
|  |                                              |  |  |  |  |  |  |  |  |  |  |  |  |  |  |  |
|  |                                              |  |  |  |  |  |  |  |  |  |  |  |  |  |  |  |
|  | 3. Maria Pia de Bourbon-Duas Sicílias        |  |  |  |  |  |  |  |  |  |  |  |  |  |  |  |
|  |                                              |  |  |  |  |  |  |  |  |  |  |  |  |  |  |  |
|  |                                              |  |  |  |  |  |  |  |  |  |  |  |  |  |  |  |
|  | 28. Francisco I das Duas Sicílias (=22, 24)  |  |  |  |  |  |  |  |  |  |  |  |  |  |  |  |
|  |                                              |  |  |  |  |  |  |  |  |  |  |  |  |  |  |  |
|  |                                              |  |  |  |  |  |  |  |  |  |  |  |  |  |  |  |
|  | 14. Francisco, Conde de Trápani              |  |  |  |  |  |  |  |  |  |  |  |  |  |  |  |
|  |                                              |  |  |  |  |  |  |  |  |  |  |  |  |  |  |  |
|  |                                              |  |  |  |  |  |  |  |  |  |  |  |  |  |  |  |
|  | 29. Maria Isabel da Espanha (=23, 25)        |  |  |  |  |  |  |  |  |  |  |  |  |  |  |  |
|  |                                              |  |  |  |  |  |  |  |  |  |  |  |  |  |  |  |
|  |                                              |  |  |  |  |  |  |  |  |  |  |  |  |  |  |  |
|  | 7. Maria Antonieta de Bourbon-Duas Sicílias  |  |  |  |  |  |  |  |  |  |  |  |  |  |  |  |
|  |                                              |  |  |  |  |  |  |  |  |  |  |  |  |  |  |  |
|  |                                              |  |  |  |  |  |  |  |  |  |  |  |  |  |  |  |
|  | 30. Leopoldo II, Grão-duque da Toscana       |  |  |  |  |  |  |  |  |  |  |  |  |  |  |  |
|  |                                              |  |  |  |  |  |  |  |  |  |  |  |  |  |  |  |
|  |                                              |  |  |  |  |  |  |  |  |  |  |  |  |  |  |  |
|  | 15. Maria Isabel da Áustria-Toscana          |  |  |  |  |  |  |  |  |  |  |  |  |  |  |  |
|  |                                              |  |  |  |  |  |  |  |  |  |  |  |  |  |  |  |
|  |                                              |  |  |  |  |  |  |  |  |  |  |  |  |  |  |  |
|  | 31. Maria Antônia de Bourbon-Duas Sicílias   |  |  |  |  |  |  |  |  |  |  |  |  |  |  |  |
|  |                                              |  |  |  |  |  |  |  |  |  |  |  |  |  |  |  |
|  |                                              |  |  |  |  |  |  |  |  |  |  |  |  |  |  |  |